# Altstätten
Altstätten je město ve švýcarském kantonu St. Gallen. Nachází se na východě kantonu, nedaleko hranic s Lichtenštejnskem. Jako historické tržní město je Altstätten centrem regionu již od středověku (spolu s Rheineckem a Berneckem) a před rokem 2003 byl hlavním městem bývalého okresu Oberrheintal. Žije zde přibližně 12 tisíc obyvatel.

## Geografie

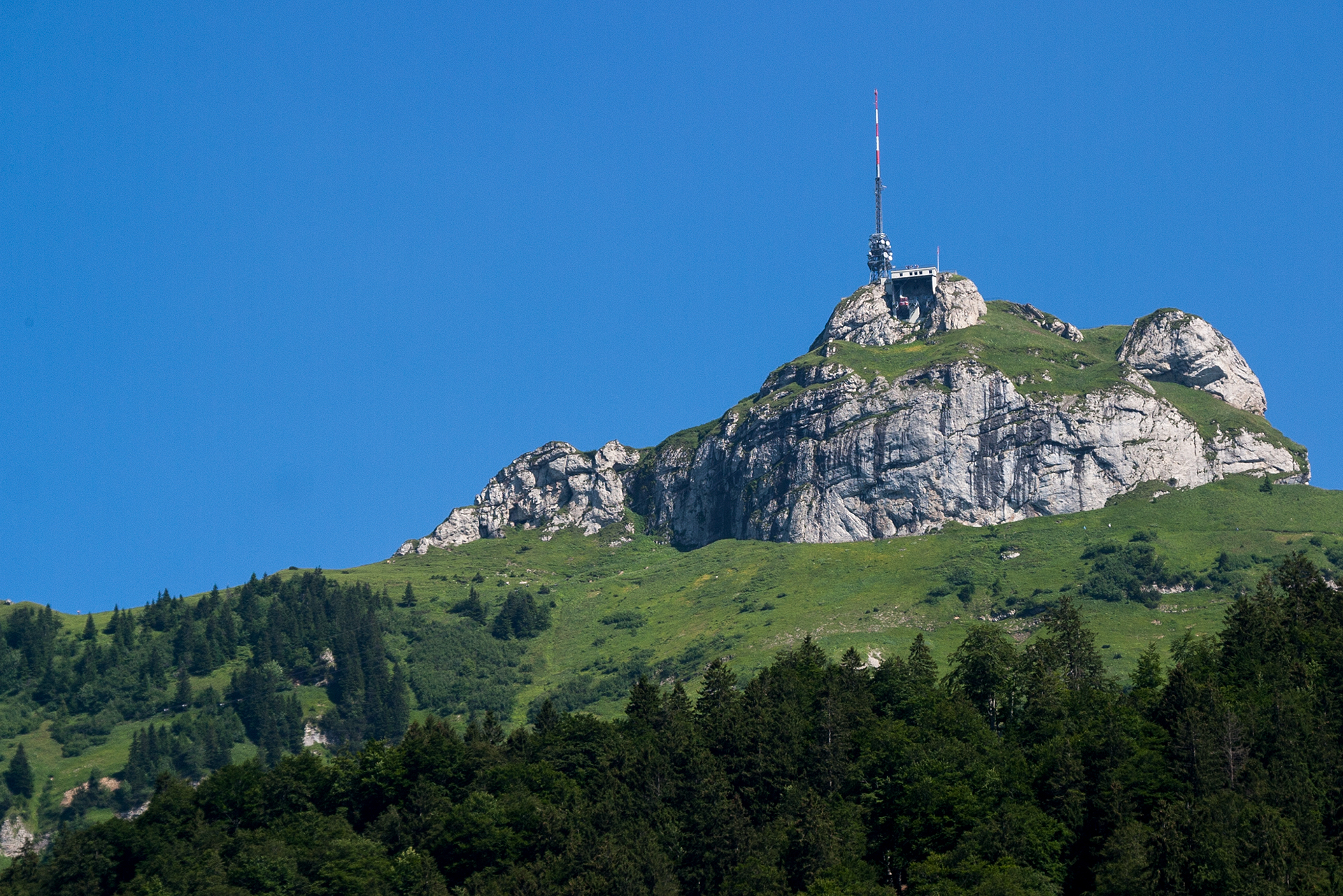
Hoher Kasten

Altstätten se nachází přibližně v polovině cesty mezi Bodamským jezerem a Buchsem na západní straně údolí Alpského Rýna u St. Gallenu. Katastr obce má celkovou rozlohu přes 39 km² a sousedí s oběma polokantony Appenzellu (Ausserrhoden i Innerrhoden), rakouskou spolkovou zemí Vorarlbersko a také s Lichtenštejnským knížectvím. Obec se rozkládá od nejnižšího bodu v Rýnské nížině (410 m n. m.) až po nejvyšší bod v nadmořské výšce 1795 m n. m. Převážná většina katastru se rozkládá v údolí řeky Rýn. Nejvyšším bodem je Hoher Kasten, známá hora s panoramatickým rozhledem ve východním Švýcarsku. Samotné město leží přesně na přechodu z Rýnské nížiny do podhůří Alpsteinu, horského pásma Appenzellských Alp. Výhled na východ a jih je nerušený do roviny Alpského Rýna. Na severu a západě omezují výhled hory (a horské výběžky) Appenzellského pohoří, Kamor, Fäneren, Hirschberg, Sommersberg, Landmarch a St. Anton.

### Příroda
Přírodní rezervace Bannriet se rozkládá na ploše téměř 50 hektarů a nachází se uprostřed roviny údolí Rýna. Bývalá oblast těžby rašeliny má díky četným příkopům vzniklým při těžbě rašeliny osobitý charakter. Díky rozmanitému reliéfu se v Bannrietu vyskytuje velké množství různých biotopů. Území je považováno za slatiniště a oblast rozmnožování obojživelníků národního významu.

## Historie

### Nejstarší historie
Ojedinělé archeologické nálezy v oblasti obce Altstätten dokládají ranou přítomnost člověka. Nejstaršími předměty jsou kamenná sekera a sekeromlat z období neolitu (asi 5500 až 2200 př. n. l.). Dále se zde nacházejí keramické nálezy z pozdní doby bronzové, římské mince a alamanské zbraně z 6. až 7. století n. l..
U Altstättenu se rozvětvovala římská cesta přicházející od Comského jezera přes Chur. Jedna větev pokračovala po levé straně údolí Alpského Rýna do St. Margrethen u Bodamského jezera. Druhá větev opouštěla údolí Alpského Rýna v Altstättenu a vedla přes St. Gallen do Arbonu.

### Středověk

Altstätten (1922)

Již v době první písemné zmínky v roce 853 nebo 854 jako villa nominata Altsteti měl klášter svatého Havla rozsáhlý majetek v Altstättenu. Následně klášter tvořil uzavřený panský systém. Správce, Meier, z řad nižší služebné šlechty spravoval klášterní majetek a vykonával nižší soudní pravomoc. Aby zabezpečil své panství proti hrabatům z Montfortu na pravém břehu Rýna, opat Berchtold z Falkensteinu opevnil panství Altstätten kruhovou hradbou a povýšil tak město na městský statek. V roce 1298 se Altstätten objevuje jako oppidum. Krátce nato nechali páni a šlechtici z Altstättenu postavit nad městem čtyři hrady.

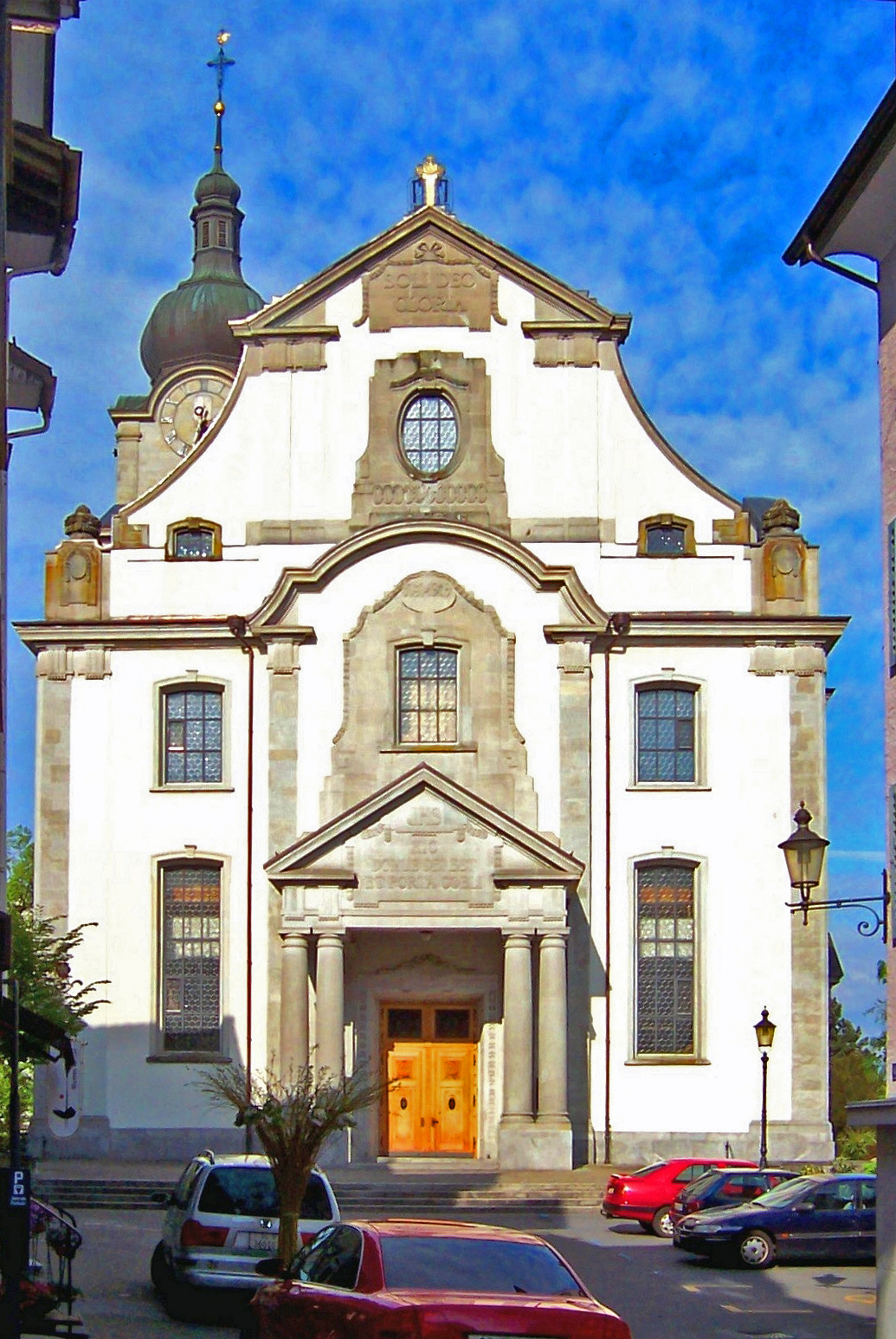
Kostel sv. Mikuláše

Na počátku 15. století se Altstätten účastnil appenzellských válek. Po bitvě u Stossu (1405) uzavřelo město spojenectví se svými rozhádanými sousedy, což vyvolalo hněv Rakušanů. V roce 1410 nechal vévoda Fridrich IV. Habsburský město v rámci odvetné kampaně vypálit. V následujících staletích ho sužovaly další velké požáry - včetně toho z roku 1567, kdy se ze 175 budov staly trosky.
Až do pádu Staré konfederace v roce 1798 Altstätten podléhal dvěma pánům: opatovi ze St. Gallenu jako majiteli panství a císařskému komorníkovi, který původně z pověření císaře vykonával svrchovanou správu nad krajem v údolí Rýna. Od roku 1490 bylo majitelem panství sedm starých míst konfederace. Z hospodářského hlediska bylo důležité udělování tržních práv. K prvnímu potvrzení tržních práv došlo v roce 1425 a Altstätten zároveň získal politický význam. Měšťanům se podařilo vymoci si od opata značné právo na samosprávu. Od roku 1415 se vedle panovníka a zemského správce objevovala jako třetí složka moci městská rada a městský rychtář.

### 18. století
Altstätten zažil v 18. století hospodářský rozkvět. Místní rodiny začaly podporovat výrobu a zušlechťování lněných, hedvábných a později bavlněných tkanin a čile s nimi obchodovat. V hustě osídlené horské oblasti bylo kromě tkanin, tzv. „Weberwinkelu“, silně zastoupeno tkalcovství bavlny. Vkus zcestovalých obchodníků se odrážel i na rázu města. Z jejich podnětu a prostředků byla vystavěna řada budov ve městě, které stojí do současnosti.

### 19. století až současnost
Hospodářský život dostal silný impuls po vybudování železniční trati údolím Rýna (1858). Altstätten však musel o nádraží tvrdě bojovat, protože obyvatelé nedalekého Oberrietu chtěli železniční trať z Au přímo do Oberrietu. V témže roce byla otevřena první továrna na výšivky. Industrializace se v následujícím období soustředila téměř výhradně na textilní průmysl, zejména na vyšívání. Kromě vlastních vyšívacích továren vzniklo mnoho malých podniků. Hospodářská prosperita se odrazila ve výstavbě tramvajové dráhy v údolí Rýna (1897) a železnice Altstätten–Gais. Dlouho se také vážně diskutovalo o projektu přímého železničního spojení se St. Gallenem prostřednictvím Ruppenského tunelu. To však nebylo realizováno.
Po první světové válce se textilní průmysl dostal do vážné krize. Zotavil se až po druhé světové válce, aniž by znovu nabyl svého dřívějšího významu. Orientace hospodářství na jedno odvětví se nyní vymstila. Statistiky počtu obyvatel ukazují, jak katastrofální důsledky to mělo. Teprve v 50. letech 20. století dosáhl Altstätten opět počtu obyvatel na úrovni roku 1919. Vzestup přišel až v době hospodářské konjunktury v 60. letech 20. století.

## Obyvatelstvo
| Rok            | 1800 | 1850 | 1910 | 1930 | 1950 | 1980 | 1990   | 2000   | 2010   |
| Počet obyvatel | 4900 | 6492 | 9360 | 8393 | 8603 | 9260 | 10 249 | 10 430 | 10 819 |

Necelá polovina obyvatel Altstätten jsou římští katolíci (k roku 2022), konkrétně 5457 osob (45,5 %). K evangelické reformované církvi se hlásí 1970 obyvatel (16,4 %) a k jinému vyznání nebo bez vyznání 4575 osob (38,1 %).

## Hospodářství
Altstätten se prezentuje jako podnikatelská lokalita s vysokou rozmanitostí průmyslových odvětví. Ve více než 700 společnostech je nabízeno přibližně 5500 pracovních míst. Klasické obchodní podniky s několika zaměstnanci jsou jejich součástí stejně jako průmyslové podniky s více než stovkou zaměstnanců. Některé podniky v Altstättenu působí na mezinárodní úrovni. Silná diverzifikace ve všech odvětvích je na jedné straně zárukou zachování a vytváření nových pracovních míst a na druhé straně posiluje význam Altstättu jako centra regionu.

## Doprava

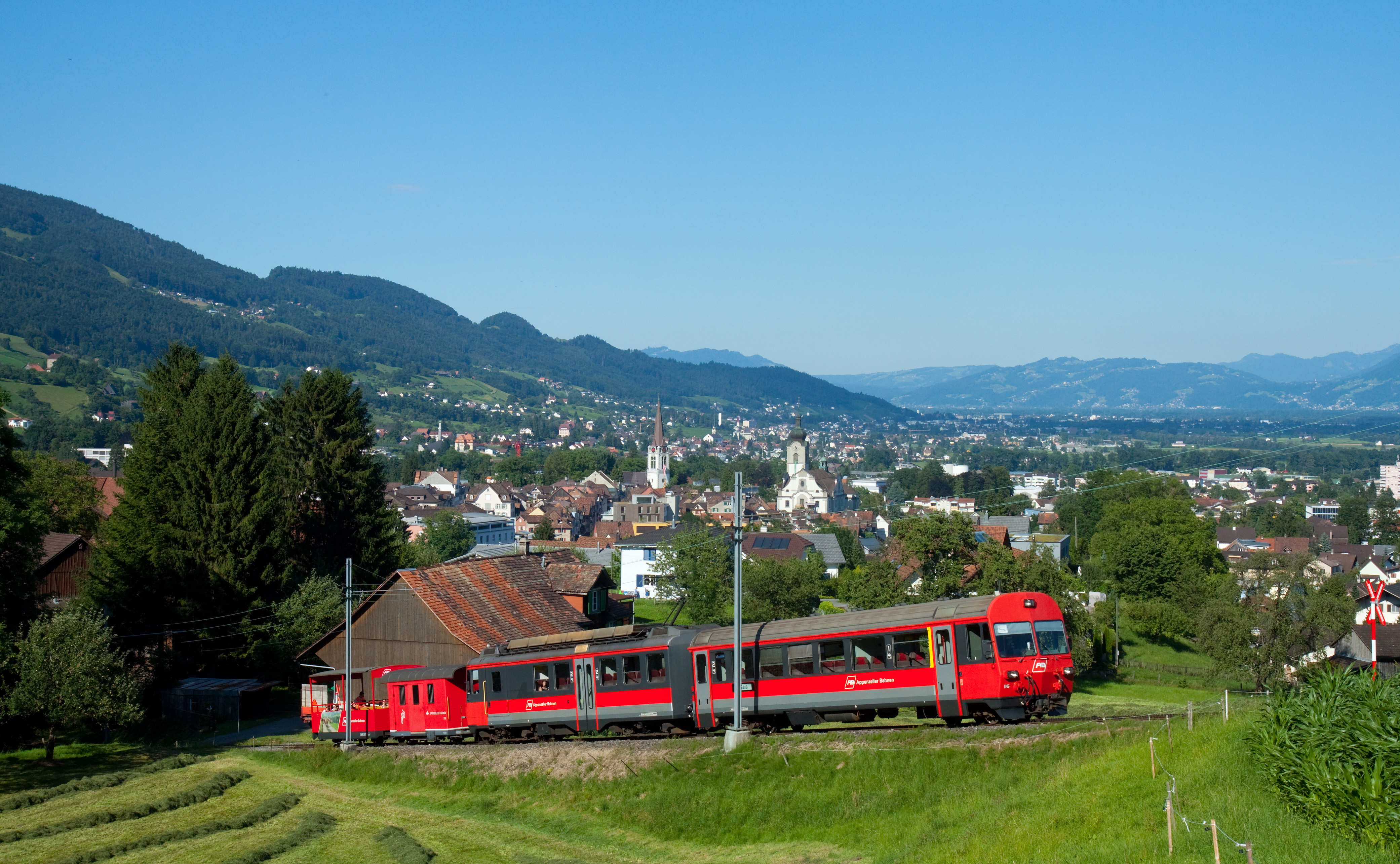
Ozubnicový vlak na trati Altstätten–Gais

Altstätten je výchozím bodem dvou cest přes horská sedla, které vedou do oblasti zvané Appenzellerland a následně do města St. Gallen: přes Stoss a přes Ruppen. Po rovině podél Rýna vede dálnice A13. Křižovatka se nachází v Kriessernu, asi šest kilometrů od města. Jižní obchvat byl pro dopravu otevřen v listopadu 2007.
Altstätten má dvě železniční stanice: SBB (zastávka rychlíku na trati St. Gallen–Chur) a Altstätten Stadt. Z druhého jmenovaného nádraží jezdí úzkorozchodná železnice společnosti Appenzeller Bahnen do Gaisu. Trať je se sklonem 160 ‰ tak strmá, že je sjízdná pouze pomocí ozubnice. Se svým zhruba tříkilometrovým ozubnicovým úsekem patří k železničním atrakcím východního Švýcarska.
Altstätten je také sídlem společnosti Rheintal Bus AG, která zajišťuje autobusovou dopravu v údolí Rýna. Je nástupcem společnosti Rheintalische Verkehrsbetriebe, která původně provozovala tramvajovou trať Altstätten–Berneck. Ta byla v roce 1940 nahrazena trolejbusovou tratí Altstätten–Berneck, která byla v provozu do roku 1977.